# Сент-Мартін (парафія, Нью-Брансвік)
Сент-Мартін (англ. Saint Martins) — парафія в Канаді, у провінції Нью-Брансвік, у складі графства Сент-Джон.

## Населення
За даними перепису 2016 року, парафія нараховувала 1132 особи, показавши скорочення на 1,1%, порівняно з 2011-м роком. Середня густина населення становила 1,8 осіб/км².
З офіційних мов обидвома одночасно володіли 95 жителів, тільки англійською — 1 040.
Працездатне населення становило 58% усього населення, рівень безробіття — 15% (23,7% серед чоловіків та 6,6% серед жінок). 87,5% осіб були найманими працівниками, а 8,3% — самозайнятими.
Середній дохід на особу становив $35 793 (медіана $26 496), при цьому для чоловіків — $46 234, а для жінок $25 906 (медіани — $35 808 та $20 192 відповідно).
37,2% мешканців мали закінчену шкільну освіту, не мали закінченої шкільної освіти — 21,7%, 41,1% мали післяшкільну освіту, з яких 16,5% мали диплом бакалавра, або вищий.
| Статево-вікова структура населення | Статево-вікова структура населення | Статево-вікова структура населення | Статево-вікова структура населення | Статево-вікова структура населення |
| ---------------------------------- | ---------------------------------- | ---------------------------------- | ---------------------------------- | ---------------------------------- |
|                                    |                                    |                                    |                                    |                                    |
| Всього                             | Всього                             | 49,8%50,2%                         |                                    |                                    |
| 0 — 14 років                       | 0 — 14 років                       |                                    | 12,7%                              | 12,7%                              |
| 15 — 64 років                      | 15 — 64 років                      |                                    | 67,1%                              | 67,1%                              |
| 65 і більше                        | 65 і більше                        |                                    | 20,2%                              | 20,2%                              |
| 85 і більше                        | 85 і більше                        |                                    | 1,8%                               | 1,8%                               |
| Середній вік (років)               | Середній вік (років)               | 45,044,4                           | 44,7                               | 44,7                               |
| Медіана (років)                    | Медіана (років)                    | 48,648,4                           | 48,5                               | 48,5                               |
| — чоловіки — жінки                 |                                    |                                    |                                    |                                    |

| Походження мешканців:     | Походження мешканців:     | Походження мешканців: | Походження мешканців: | Походження мешканців: |
| ------------------------- | ------------------------- | --------------------- | --------------------- | --------------------- |
| Походження                |                           |                       | осіб                  | %                     |
| Корінні американці        | Корінні американці        |                       | 100                   | 8.33%                 |
| Інше північноамериканське | Інше північноамериканське |                       | 670                   | 55.83%                |
| Європейське               | Європейське               |                       | 760                   | 63.33%                |
| британське                | британське                |                       | 700                   | 58.33%                |
| французьке                | французьке                |                       | 125                   | 10.42%                |
| українське                | українське                |                       | 10                    | 0.83%                 |
| Карибське                 | Карибське                 |                       | 10                    | 0.83%                 |
| Азійське                  | Азійське                  |                       | 10                    | 0.83%                 |

| Зайнятість населення за галузями (за класифікацією NOC): | Зайнятість населення за галузями (за класифікацією NOC): | Зайнятість населення за галузями (за класифікацією NOC): | Зайнятість населення за галузями (за класифікацією NOC): | Зайнятість населення за галузями (за класифікацією NOC): |
| -------------------------------------------------------- | -------------------------------------------------------- | -------------------------------------------------------- | -------------------------------------------------------- | -------------------------------------------------------- |
|                                                          |                                                          |                                                          |                                                          |                                                          |
| Управління                                               | Управління                                               |                                                          | 3,5%                                                     | 3,5%                                                     |
| Бізнес, фінанси та адміністрування                       | Бізнес, фінанси та адміністрування                       |                                                          | 14,8%                                                    | 14,8%                                                    |
| Природничі та прикладні науки                            | Природничі та прикладні науки                            |                                                          | 6,1%                                                     | 6,1%                                                     |
| Охорона здоров'я                                         | Охорона здоров'я                                         |                                                          | 6,1%                                                     | 6,1%                                                     |
| Освіта, правозахист, муніципальні та урядові служби      | Освіта, правозахист, муніципальні та урядові служби      |                                                          | 9,6%                                                     | 9,6%                                                     |
| Мистецтво, культура, відпочинок та спорт                 | Мистецтво, культура, відпочинок та спорт                 |                                                          | 2,6%                                                     | 2,6%                                                     |
| Роздрібна торгівля та послуги                            | Роздрібна торгівля та послуги                            |                                                          | 25,2%                                                    | 25,2%                                                    |
| Гуртова торгівля, транспорт та обладнання                | Гуртова торгівля, транспорт та обладнання                |                                                          | 25,2%                                                    | 25,2%                                                    |
| Природні ресурси, сільське господарство                  | Природні ресурси, сільське господарство                  |                                                          | 3,5%                                                     | 3,5%                                                     |
| Виробництво                                              | Виробництво                                              |                                                          | 1,7%                                                     | 1,7%                                                     |

## Клімат
Середня річна температура становить 5,5°C, середня максимальна – 21,1°C, а середня мінімальна – -13°C. Середня річна кількість опадів – 1 236 мм.
| Клімат поселення                              | Клімат поселення | Клімат поселення | Клімат поселення | Клімат поселення | Клімат поселення | Клімат поселення | Клімат поселення | Клімат поселення | Клімат поселення | Клімат поселення | Клімат поселення | Клімат поселення | Клімат поселення |
| Показник                                      | Січ.             | Лют.             | Бер.             | Квіт.            | Трав.            | Черв.            | Лип.             | Серп.            | Вер.             | Жовт.            | Лист.            | Груд.            |                  |
| Середній максимум, °C                         | −1,38            | −0,58            | 3,95             | 9,51             | 15,43            | 19,97            | 21,07            | 21,06            | 17,43            | 11,96            | 6,50             | 0,06             |                  |
| Середня температура, °C                       | −7,2             | −6,39            | −1,88            | 3,72             | 9,60             | 14,16            | 17,03            | 17,03            | 13,39            | 7,91             | 2,47             | −3,95            |                  |
| Середній мінімум, °C                          | −13              | −12,19           | −7,69            | −2,11            | 3,77             | 8,36             | 12,98            | 12,97            | 9,34             | 3,89             | −1,58            | −7,99            |                  |
| Норма опадів, мм                              | 123              | 90               | 103              | 93               | 101              | 91               | 91               | 78               | 104              | 110              | 123              | 129              |                  |
| Середньомісячна швидкість вітру, м/с          | 4.55             | 4.50             | 4.52             | 4.40             | 4.00             | 3.67             | 3.30             | 3.20             | 3.57             | 4.00             | 4.30             | 4.60             |                  |
| Середньомісячна сонячна радіація, кДж/м²·день | 5428             | 8782             | 12432            | 15309            | 18123            | 20281            | 19974            | 17721            | 13446            | 8701             | 5106             | 4208             |                  |
| --------------------------------------------- | ---------------- | ---------------- | ---------------- | ---------------- | ---------------- | ---------------- | ---------------- | ---------------- | ---------------- | ---------------- | ---------------- | ---------------- | ---------------- |
| Джерело:                                      |                  |                  |                  |                  |                  |                  |                  |                  |                  |                  |                  |                  |                  |